# Svart eldticka
Svart eldticka (Phellinus nigricans) är en svamp i den polyfyletiska gruppen tickor, i eldtickesläktet i familjen Hymenochaetaceae. Arten beskrevs av den svenske mykologen Elias Fries 1821 och senare av den finske mykologen Petter Adolf Karsten 1899.

## Fnöske
Svart eldticka har använts vid framställning av fnöske, även om fnösktickan är den art som förknippas med fnösktillverkning. Fnöske är ett läderaktigt, lättantändligt material som framför allt framställts från olika tickor, men även annat liknande material. Fnösket har huvudsakligen haft tre användningsområden: eldslagning, sjukvård och kläder, men har främst förknippats med eldmakande.

## Namnet
Eldtickorna har fått sina namn av att den förr i tiden också användes för att hålla elden vid liv över natten genom att låta en ticka ligga och glöda. Den brinner mycket långsamt. När elden nästan brunnit ut på kvällen lades en eldticka på härden och fick ligga och glöda under natten. Nästa morgon behövde man bara lägga på nytt bränsle och blåsa på eldtickan för att väcka elden till liv.
Svart eldticka är en av tre svenska arter som haft denna funktion. De andra arterna, som också tillhör eldtickesläktet, är björkeldticka (Phellinus lundellii) och eldticka (Phellinus igniarius).